# Шарма, Камалеш
Камалеш Шарма (англ. Kamalesh Sharma; род. 30 сентября 1941 года) — генеральный секретарь Содружества Наций с 2008 по 2019 год, а до этого являлся Верховным Комиссаром Индии в Лондоне.
Камалеш Шарма является выпускником Современной школы на улице Баракхамба в Нью-Дели, Колледжа Св. Стефана в Дели и Королевского колледжа в Кембридже. Шарма был офицером индийской дипломатической службы с 1965 по 2001 год. Он служил в качестве постоянного представителя Индии при Организации Объединённых Наций до его ухода со службы. С 2002 по 2004 он занимал пост специального представителя Генерального секретаря ООН в Восточном Тиморе. Он был назначен Верховным Комиссаром Индии в Великобританию в 2004 году. Он также является ректором Королевского университета в Белфасте (Queen’s University Belfast) с июля 2009 г.

## Генеральный секретарь Содружества
Шарма был избран на должность Генерального секретаря после Майкла Френдо, министра иностранных дел Мальты, в течение двухгодичного саммита Содружества в Кампале, Уганда, проходившего с 22 ноября по 24 ноября 2007 года. Он принял должность от сэра Дона Маккиннона из Новой Зеландии 1 апреля 2008 года. 1 апреля 2016 года был сменён на этой должности Патрисией Скотланд.

## Ректор Королевского университета Белфаста
С 9 июля 2009 Шарма был назначен ректором Королевского университета в Белфасте после ухода в отставку сенатора Джорджа Дж. Митчелла. Колледж королевы говорит, что он несёт ответственность за налаживание отношений между Северной Ирландией и Индией, которые привели к инвестициям в предприятия Северной Ирландии. Этот пост является в значительной степени почётным званием, и Шарма сказал, что он был чрезвычайно горд, что ему была предоставлена работа в Королевском университете Белфаста.